# 't Smurfenlied
 't Smurfenlied is een single van Vader Abraham (Pierre Kartner) uit 1977. Het lied gaat over de hoofdpersonages uit de Belgische stripreeks De Smurfen. Tijdens de uitreiking van de Buma Award 2015 werd bekendgemaakt dat van alle versies die verschenen zijn er in totaal 17.000.000 exemplaren over de toonbank zijn gegaan.

## Vader Abraham
Het idee voor de single kwam van muziekproducent en organisator van het Schlagerfestival Harry Thomas, die in samenwerking met tekenaar Peyo de Smurfen wilde promoten. Als uitvoerende had Thomas zijn protegé Dennie Christian in gedachten, maar diens manager Toni Hendriks zag er niets in. Ook Dureco, de platenmaatschappij aan wie het voorstel eveneens werd gedaan, zag er geen heil in. Vervolgens stapte Thomas naar Kartner, die 't Smurfenlied schreef, op voorwaarde dat hij het mocht zingen in het Schlagerfestival. Thomas ging daarmee akkoord, waarna 't Smurfenlied in de herfst van 1977 bij Dureco op single verscheen.
De single kwam op nummer 1 in de Top 40 en de Nationale Hitparade en bleef 17 weken in beide hitlijsten. Het was in 1977 de bestverkochte single in Nederland met een geschatte verkoop van tussen de 400.000 en 450.000 exemplaren. 't Smurfenlied was tevens de op een na bestverkochte Nederlandstalige single in Nederland aller tijden. (De bestverkochte Nederlandstalige plaat aller tijden is Och was ik maar van Johnny Hoes uit 1961 met minimaal 450.000 exemplaren, hoewel exacte verkoopcijfers moeilijk te verifiëren zijn.)

### Buitenland
Aangemoedigd door het succes in Nederland en België nam Kartner ook een aantal buitenlandse versies op van 't Smurfenlied. Onder de naam Lied der Schlümpfe werd de plaat een nummer 1-hit in Duitsland. In Groot-Brittannië bleef The Smurf Song (een vertaling van Dureco-medewerker Frans Erkelens) zes weken op nummer 2 staan. Er verschenen ook versies in het Frans, Spaans, Zweeds en zelfs Chinees. Er is ook een versie in IJslands.
Naar eigen zeggen heeft Vader Abraham met 't Smurfenlied in tientallen landen op nummer 1 gestaan, maar deze gegevens zijn moeilijk traceerbaar.
Als gevolg van het succes in 1977 bracht Kartner in december van datzelfde jaar ook een album uit met dergelijke smurfenliedjes. Het album In Smurfenland bleef vier weken bovenaan in de hitlijsten en 19 weken in die lijst. Op dat album staat 't Smurfenlied onder de titel Smurfenlied 1, het bevat nl. ook nog een ander lied met de titel Smurfenlied 2.
Het lied verscheen ruim vier jaar voor Hanna-Barbera in 1981 de internationaal succesrijke tekenfilmserie rond de figuurtjes maakte: De Smurfen. Het was na de stripreeks over De Smurfen de tweede verschijningsvorm van de blauwe dwergjes.

### In populaire cultuur
- De Belgische groep De Strangers parodieerde het lied als "Vader Grijzenbaard" (1977), waarbij ze naast het Smurfenlied zelf ook The Muppet Show persifleerden.

- Jack Black vermeldt het lied in de film High Fidelity (2000) als "Papa Abraham and the Smurfs".[2]

### Hitnoteringen

#### Nederlandse Top 40
| Hitnotering: 15-10-1977 t/m 04-02-1978 | Hitnotering: 15-10-1977 t/m 04-02-1978 | Hitnotering: 15-10-1977 t/m 04-02-1978 | Hitnotering: 15-10-1977 t/m 04-02-1978 | Hitnotering: 15-10-1977 t/m 04-02-1978 | Hitnotering: 15-10-1977 t/m 04-02-1978 | Hitnotering: 15-10-1977 t/m 04-02-1978 | Hitnotering: 15-10-1977 t/m 04-02-1978 | Hitnotering: 15-10-1977 t/m 04-02-1978 | Hitnotering: 15-10-1977 t/m 04-02-1978 | Hitnotering: 15-10-1977 t/m 04-02-1978 | Hitnotering: 15-10-1977 t/m 04-02-1978 | Hitnotering: 15-10-1977 t/m 04-02-1978 | Hitnotering: 15-10-1977 t/m 04-02-1978 | Hitnotering: 15-10-1977 t/m 04-02-1978 | Hitnotering: 15-10-1977 t/m 04-02-1978 | Hitnotering: 15-10-1977 t/m 04-02-1978 | Hitnotering: 15-10-1977 t/m 04-02-1978 | Hitnotering: 15-10-1977 t/m 04-02-1978 |
| Week:                                  | 1                                      | 2                                      | 3                                      | 4                                      | 5                                      | 6                                      | 7                                      | 8                                      | 9                                      | 10                                     | 11                                     | 12                                     | 13                                     | 14                                     | 15                                     | 16                                     | 17                                     |                                        |
| -------------------------------------- | -------------------------------------- | -------------------------------------- | -------------------------------------- | -------------------------------------- | -------------------------------------- | -------------------------------------- | -------------------------------------- | -------------------------------------- | -------------------------------------- | -------------------------------------- | -------------------------------------- | -------------------------------------- | -------------------------------------- | -------------------------------------- | -------------------------------------- | -------------------------------------- | -------------------------------------- | -------------------------------------- |
| Positie:                               | 20                                     | 7                                      | 5                                      | 1                                      | 1                                      | 1                                      | 1                                      | 1                                      | 1                                      | 1                                      | 2                                      | 2                                      | 4                                      | 8                                      | 15                                     | 30                                     | 35                                     | uit                                    |

#### Nederlandse Nationale Hitparade
| Hitnotering: 15-10-1977 t/m 04-02-1978 | Hitnotering: 15-10-1977 t/m 04-02-1978 | Hitnotering: 15-10-1977 t/m 04-02-1978 | Hitnotering: 15-10-1977 t/m 04-02-1978 | Hitnotering: 15-10-1977 t/m 04-02-1978 | Hitnotering: 15-10-1977 t/m 04-02-1978 | Hitnotering: 15-10-1977 t/m 04-02-1978 | Hitnotering: 15-10-1977 t/m 04-02-1978 | Hitnotering: 15-10-1977 t/m 04-02-1978 | Hitnotering: 15-10-1977 t/m 04-02-1978 | Hitnotering: 15-10-1977 t/m 04-02-1978 | Hitnotering: 15-10-1977 t/m 04-02-1978 | Hitnotering: 15-10-1977 t/m 04-02-1978 | Hitnotering: 15-10-1977 t/m 04-02-1978 | Hitnotering: 15-10-1977 t/m 04-02-1978 | Hitnotering: 15-10-1977 t/m 04-02-1978 | Hitnotering: 15-10-1977 t/m 04-02-1978 | Hitnotering: 15-10-1977 t/m 04-02-1978 | Hitnotering: 15-10-1977 t/m 04-02-1978 |
| Week:                                  | 1                                      | 2                                      | 3                                      | 4                                      | 5                                      | 6                                      | 7                                      | 8                                      | 9                                      | 10                                     | 11                                     | 12                                     | 13                                     | 14                                     | 15                                     | 16                                     | 17                                     |                                        |
| -------------------------------------- | -------------------------------------- | -------------------------------------- | -------------------------------------- | -------------------------------------- | -------------------------------------- | -------------------------------------- | -------------------------------------- | -------------------------------------- | -------------------------------------- | -------------------------------------- | -------------------------------------- | -------------------------------------- | -------------------------------------- | -------------------------------------- | -------------------------------------- | -------------------------------------- | -------------------------------------- | -------------------------------------- |
| Positie:                               | 24                                     | 7                                      | 2                                      | 1                                      | 1                                      | 1                                      | 1                                      | 1                                      | 1                                      | 1                                      | 2                                      | 2                                      | 2                                      | 3                                      | 4                                      | 8                                      | 23                                     | uit                                    |

#### Vlaamse Radio 2 Top 30
| Hitnotering: 05-11-1977 t/m 28-01-1978 | Hitnotering: 05-11-1977 t/m 28-01-1978 | Hitnotering: 05-11-1977 t/m 28-01-1978 | Hitnotering: 05-11-1977 t/m 28-01-1978 | Hitnotering: 05-11-1977 t/m 28-01-1978 | Hitnotering: 05-11-1977 t/m 28-01-1978 | Hitnotering: 05-11-1977 t/m 28-01-1978 | Hitnotering: 05-11-1977 t/m 28-01-1978 | Hitnotering: 05-11-1977 t/m 28-01-1978 | Hitnotering: 05-11-1977 t/m 28-01-1978 | Hitnotering: 05-11-1977 t/m 28-01-1978 | Hitnotering: 05-11-1977 t/m 28-01-1978 | Hitnotering: 05-11-1977 t/m 28-01-1978 | Hitnotering: 05-11-1977 t/m 28-01-1978 | Hitnotering: 05-11-1977 t/m 28-01-1978 |
| Week:                                  | 1                                      | 2                                      | 3                                      | 4                                      | 5                                      | 6                                      | 7                                      | 8                                      | 9                                      | 10                                     | 11                                     | 12                                     | 13                                     |                                        |
| -------------------------------------- | -------------------------------------- | -------------------------------------- | -------------------------------------- | -------------------------------------- | -------------------------------------- | -------------------------------------- | -------------------------------------- | -------------------------------------- | -------------------------------------- | -------------------------------------- | -------------------------------------- | -------------------------------------- | -------------------------------------- | -------------------------------------- |
| Positie:                               | 13                                     | 7                                      | 1                                      | 1                                      | 1                                      | 1                                      | 1                                      | 1                                      | 2                                      | 2                                      | 3                                      | 9                                      | 13                                     | uit                                    |

## Dynamite & Vader Abraham
In 2005 bracht Vader Abraham zijn smurfenlied opnieuw uit, samen met de Belgische groep Dynamite. Het nummer werd een succes en kwam tot de dertiende plaats in de Vlaamse Ultratop 50. Een Duitse poging in 2006, Lied der Schlümpfe 2006 onder de naam Vader Abraham feat. Attention-X haalde de hitlijsten niet.

### Hitnoteringen

#### Nederlandse Single Top 100
| Hitnotering: 03-09-2005 | Hitnotering: 03-09-2005 | Hitnotering: 03-09-2005 |
| Week:                   | 1                       |                         |
| ----------------------- | ----------------------- | ----------------------- |
| Positie:                | 61                      | uit                     |

#### Vlaamse Ultratop 50
| Hitnotering: 23-07-2005 t/m 24-09-2005 | Hitnotering: 23-07-2005 t/m 24-09-2005 | Hitnotering: 23-07-2005 t/m 24-09-2005 | Hitnotering: 23-07-2005 t/m 24-09-2005 | Hitnotering: 23-07-2005 t/m 24-09-2005 | Hitnotering: 23-07-2005 t/m 24-09-2005 | Hitnotering: 23-07-2005 t/m 24-09-2005 | Hitnotering: 23-07-2005 t/m 24-09-2005 | Hitnotering: 23-07-2005 t/m 24-09-2005 | Hitnotering: 23-07-2005 t/m 24-09-2005 | Hitnotering: 23-07-2005 t/m 24-09-2005 | Hitnotering: 23-07-2005 t/m 24-09-2005 |
| Week:                                  | 1                                      | 2                                      | 3                                      | 4                                      | 5                                      | 6                                      | 7                                      | 8                                      | 9                                      | 10                                     |                                        |
| -------------------------------------- | -------------------------------------- | -------------------------------------- | -------------------------------------- | -------------------------------------- | -------------------------------------- | -------------------------------------- | -------------------------------------- | -------------------------------------- | -------------------------------------- | -------------------------------------- | -------------------------------------- |
| Positie:                               | 48                                     | 16                                     | 13                                     | 14                                     | 17                                     | 19                                     | 20                                     | 31                                     | 48                                     | 50                                     | uit                                    |

## De Sjonnies
In 2011 namen de Nijmeegse feestband De Sjonnies hun versie van het nummer op. Op 15 oktober 2011 kwam het nummer de Nederlandse Single Top 100 binnen op een 78ste plaats.

### Hitnotering

#### Nederlandse Single Top 100
| Hitnotering: 15-10-2011 t/m 05-11-2011 | Hitnotering: 15-10-2011 t/m 05-11-2011 | Hitnotering: 15-10-2011 t/m 05-11-2011 | Hitnotering: 15-10-2011 t/m 05-11-2011 | Hitnotering: 15-10-2011 t/m 05-11-2011 | Hitnotering: 15-10-2011 t/m 05-11-2011 |
| Week:                                  | 1                                      | 2                                      | 3                                      | 4                                      |                                        |
| -------------------------------------- | -------------------------------------- | -------------------------------------- | -------------------------------------- | -------------------------------------- | -------------------------------------- |
| Positie:                               | 78                                     | 65                                     | 68                                     | 62                                     | uit                                    |